# Lukas Mai
Lars Lukas Mai (31 maart 2000) is een Duits voetballer die doorgaans als centrale verdediger speelt. Hij stroomde in 2018 door vanuit de jeugd van FC Bayern München.

## Clubcarrière
Mai speelde tot juli 2014 in de jeugd van Dynamo Dresden, waarna hij die verruilde voor die van FC Bayern München. Hiervoor debuteerde hij op 21 april 2018 in het eerste elftal. Hij kreeg die dag een basisplaats als centrumverdediger naast Jerome Boateng, tijdens een wedstrijd in de Bundesliga uit bij Hannover 96. Bayern München was op dat moment al landskampioen.

## Clubstatistieken
| Seizoen         | Club              | Competitie      | Competitie | Competitie | Beker | Beker | Internationaal | Internationaal | Totaal | Totaal |
| Seizoen         | Club              | Competitie      | Wed.       | Dlp.       | Wed.  | Dlp.  | Wed.           | Dlp.           | Wed.   | Dlp.   |
| --------------- | ----------------- | --------------- | ---------- | ---------- | ----- | ----- | -------------- | -------------- | ------ | ------ |
| 2017/18         | FC Bayern München | Bundesliga      | 2          | 0          | 0     | 0     | 0              | 0              | 2      | 0      |
| 2018/19         | FC Bayern München | Bundesliga      | 0          | 0          | 0     | 0     | 0              | 0              | 0      | 0      |
| 2019/20         | FC Bayern München | Bundesliga      | 0          | 0          | 0     | 0     | 0              | 0              | 0      | 0      |
| Club Totaal     | Club Totaal       | Club Totaal     | 2          | 0          | 0     | 0     | 0              | 0              | 2      | 0      |
| 2020/21         | SV Darmstadt 98   | 2. Bundesliga   | 28         | 0          | 3     | 0     | 0              | 0              | 31     | 0      |
| Club Totaal     | Club Totaal       | Club Totaal     | 28         | 0          | 3     | 0     | 0              | 0              | 31     | 0      |
| Carriere totaal | Carriere totaal   | Carriere totaal | 30         | 0          | 3     | 0     | 0              | 0              | 33     | 0      |

Bijgewerkt t/m 23 mei 2021

## Interlandcarrière
Mai kwam uit voor diverse Duitse nationale jeugdelftallen. Hij nam met Duitsland –17 deel aan zowel het EK –17 van 2017 als het WK –17 van 2017.
1 Neuer  ·
2 Upamecano ·
3 Kim ·
6 Kimmich ·
7 Gnabry ·
8 Goretzka ·
9 Kane ·
10 Sané ·
11 Coman ·
15 Dier ·
16 Palhinha ·
17 Olise ·
18 Peretz ·
19 Davies ·
21 Ito ·
22 Guerreiro ·
23 Boey ·
24 Vidović ·
25 Müller ·
26 Ulreich ·
27 Laimer ·
28 Buchmann ·
40 Urbig ·
42 Musiala ·
44 Stanišić ·
45 Pavlović ·
Coach: Kompany
· Assistent-coach: Danks